# وین (نبراسکا)
وین(به انگلیسی: Wayne) شهری در ایالت نبراسکا کشور ایالات متحده آمریکا است که جمعیت آن در سرشماری سال ۲۰۱۰ میلادی، ۵٬۶۶۰ نفر بوده‌است.